# Carl Barks
Carl Barks, född 27 mars 1901 nära Merrill i Klamath County, Oregon, död 25 augusti 2000 i Grants Pass i Oregon, var en amerikansk serieskapare och konstnär. Han är mest känd för sina detaljrika historier om Kalle Ankas och Joakim von Ankas äventyr i fjärran länder. Han var en av serievärldens mest namnkunniga kreatörer och skapade de flesta viktiga figurerna i Kalle Ankas universum, så som farbror Joakim, Kajsa Anka, Oppfinnar-Jocke, Alexander Lukas, Guld-Ivar Flinthjärta, Glittriga Gullan, Magica de Hex och Björnligan. Det nordiska serietidningsförlaget Egmont påbörjade 2005 en utgivning av Carl Barks samlade verk. Under sin pensionstid gjorde han oljemålningar som säljs världen runt på auktioner för miljontals kronor.

## Biografi

### Före Disney
Carl Barks föddes i Merrill i Oregon, som son till William Barks och Arminta Johnson. I familjen fanns även Carls äldre bror Clyde. Barks var ättling till Jacob Barks, som åren runt 1800 anlände till Missouri från North Carolina.
Barks utbildade sig inte på högre nivå och hade flera olika arbeten inom lantbruket som ung, innan han lyckades få sina hobbyteckningar sålda i tidningar, och sedermera åren 1928–1935 arbetade som skämttecknare för Minneapolis-baserade The Calgary Eyeopener.

### Disney-produktioner
Carl Barks arbetade 1935–1944 som tecknare och idékläckare för Disneys tecknade kortfilmer. 1935–1936 arbetade han som intervalltecknare på filmer med Musse Pigg samt Silly Symphonies, medan han senare ofta arbetade med Kalle Anka-filmer.
När tidningsförlaget Western Publishing började göra Disneyserier på licens på 1940-talet fick han i uppdrag att skriva och teckna serier för dem. Barks arbetade från 1942 fram till sin pensionering 1966 som tecknare hos Western Publishing, som han då hade hunnit göra runt 500 avsnitt för, totalt cirka 6500 sidor med serier. Under 1970-talet frilansade han som författare för Westerns nystartade seriemagasin The Junior Woodchucks, och under 1980- och 1990-talen skrev han ytterligare en handfull äventyr för europeiska förläggare av disneyserier.

### Utöver Disney och senare år
Förutom disneyserier skrev och tecknade Barks 29 äventyr med Bruno Björn och Benny Burro under åren 1943 till 1947, och gjorde under 1940- och 1950-talen även enstaka insatser på serierna Pelle Pigg, Droopy och Andy Panda (totalt sju äventyr).
Efter sin pensionering ägnade sig Barks åt att göra oljemålningar med Kalle Anka och Joakim som motiv. År 1994, vid 93 års ålder, genomförde han en uppmärksammad Europaturné, som även omfattade Sverige.

### Familj
Carl Barks växte upp i Oregons glesbygd, långt från såväl sin skola som till nära grannar. 
Barks var gift tre gånger: 1923 till 1929 med Pearl Turner, från 1932 till 1951 med Clara Balken och slutligen var han gift med Garé Barks (född Williams) från 1954 fram till hennes död 1993. I första äktenskapet föddes två döttrar. Både Clara och Garé assisterade ibland Carl med tuschning på serierna.

## Stil och inflytande
Barks utvecklade de tecknade filmernas kvackande och koleriske Kalle Anka (Donald Duck) till en mer sammansatt gestalt, med sympatiska, mänskliga egenskaper, och skapade många av de figurer och begrepp som kom att ingå i Kalle Ankas universum. Bland dem märks främst staden Ankeborg och Kalles gnidige farbror Joakim von Anka, presenterad i serien Jul på Björnberget 1947. Barks hittade också på häxan Magica de Hex, turknutten Alexander Lukas, Oppfinnar-Jocke (1952), Guld-Ivar Flinthjärta, Björnligan (1951) och gröngölingskåren.
En handfull av hans bästa serier har överförts till TV-format, som avsnitt i den tecknade TV-serien Duck Tales.
Carl Barks var hedersmedlem nummer H313 i den svenska ankistföreningen NAFS(k). Kalle Ankas bil har registreringsnumret 313.

## Verk

### Urval av populäraste serierna
- Kapten Morgans skatt (Pirate Gold)
- Jul på Björnberget (Christmas on Bear Mountain)
- Kalle Anka och den gamla borgens hemlighet (The Old Castle's Secret)
- Sheriffen i Kuliga Dalen (Sheriff of Bullet Valley)
- Vilse i Anderna (Lost in the Andes)
- Drömmen om det gamla Kalifornien (In Old California!)
- Jul i Pengalösa (A Christmas for Shacktown)
- Den gyllene hjälmen (The Golden Helmet)
- Tillbaka till Klondike (Back to the Klondike)
- Farbror Joakim som rymdbrevbärare (Interplanetary Postman)
- Sjusovarsemester (Rip Van Donald)

### Urval av svenska utgåvor
- Jag Kalle Anka (1973)
- Kalle Ankas Bästisar (1974–94)
- Jag Farbror Joakim (1975)
- Jag Farbror Joakim (1980)
- Vi två Kajsa & Kalle (1983)
- Kalle Anka Guldbok (1984–2000)
- Carl Barks bästa (2001)
- Carl Barks julbok (2002)
- Hall of Fame: De stora serieskaparna (2004–09) – bok 3, 8 och 13
- Carl Barks samlade verk (2005–08)
- Carl Barks Ankeborg (2014–)

## Övrigt
Asteroiden 2730 Barks är uppkallad efter honom.

## Källhänvisningar
1. 1 2 3 4 5 6  ”Carl Barks”. inducks.org. https://inducks.org/creator.php?c=CB. Läst 19 februari 2019.
2. ↑  Källa: 1850 census; Goodspeed's History of Southeast Missouri, Southern Historical Press, 1888.
3. 1 2 3  "Carl Barks". NE.se. Läst 29 augusti 2014.
4. ↑  ”Minor Planet Center 2730 Barks” (på engelska). Minor Planet Center. https://www.minorplanetcenter.net/db_search/show_object?object_id=2730. Läst 14 november 2023.